# Elecciones presidenciales de Guinea Ecuatorial de 2009
El 29 de noviembre de 2009 se realizaron elecciones presidenciales en Guinea Ecuatorial. Teodoro Obiang, presidente desde 1979, obtuvo la reelección con el 95,36% de los votos.
La oposición y la comunidad internacional calificaron a estos comicios como fraudulentos, al no existir observadores internacionales ni prensa extranjera acreditada. El gobierno negó estas acusaciones, declarando que "La forma de ver la autoridad es diferente para los guineanos" y "Guinea Ecuatorial no posee una historia social y democrática como la que poseen los países de occidente".

## Antecedentes
Según un decreto presidencial del 29 de febrero de 2008, las elecciones estaban planificadas para 2010. Sin embargo, se anunció el 16 de octubre de 2009 que las elecciones se realizarían el 29 de noviembre de 2009. El opositor Placido Mico criticó la fecha de las elecciones argumentando que el gobierno tenía la intención de privar a la oposición del tiempo adecuado para prepararse para las elecciones anunciando la fecha con solo 45 días de anticipación. Dijo que su partido, la Convergencia para la Democracia Social (CPDS), participaría en las elecciones, junto con otros partidos de la oposición, aunque alegó que el gobernante Partido Democrático de Guinea Ecuatorial (PDGE) estaba planeando un fraude electoral.
La campaña comenzó el 5 de noviembre. La Embajadora ecuatoguineana en los Estados Unidos, Purificación Angue Ondo, destacó que el gobierno estaba "comprometido a celebrar elecciones justas y democráticas. Como parte de nuestros esfuerzos de reforma, buscamos asegurar que todas las voces sean escuchadas. el acceso de los medios a los candidatos políticos es crucial en este proceso. Nos comprometemos a garantizar que todos nuestros candidatos puedan ejercer su derecho a hablar con la prensa". El gobierno señaló una entrevista realizada a Micó Abogo en TVE Internacional, que se transmitió por televisión en Guinea Ecuatorial, como una señal de su compromiso con la apertura.
Los partidos que postularon candidatos en la elección recibieron fondos públicos para fines de campaña.
Cinco candidatos se presentaron a las elecciones. Obiang se presentó como el candidato que representaba la continuidad y el manejo exitoso de la industria petrolera de Guinea Ecuatorial, prometiendo la redistribución de la riqueza petrolera y el desarrollo económico. Al declararse como "el candidato del pueblo", Obiang dijo que nadie podría contradecir la voluntad del pueblo y expresó su confianza en que ganaría con más del 97% de los votos. Además de ser apoyado por su partido, el PDGE, Obiang también fue respaldado por una coalición electoral compuesta por la Convención Liberal Democrática (CLD), la Unión Democrática Social (UDS), la Unión Democrática Nacional (Udena), el Partido Socialista de Guinea Ecuatorial (PSGE), el Partido Social Demócrata (PSD), el Partido Liberal (PL), la Convergencia Social Democrática y Popular (CSDP) y la Alianza Democrática Progresista (ADP).
Mientras tanto, Mico Abogo calificó al gobierno como opresivo y dijo que Obiang ganaría las elecciones solo a través del fraude. También dijo que la riqueza petrolera solo había servido para enriquecer a la pequeña élite que rodeaba a Obiang y que ayudó a reforzar el régimen.
El candidato de la Acción Popular de Guinea Ecuatorial (APGE), Carmelo Mba Bacale, anunció el 28 de noviembre que había decidido boicotear las elecciones. El candidato alegó que el PDGE estaba planeando fraude.

## Denuncias
Micó declaró que no aceptaría los resultados oficiales. Los observadores internacionales notaron irregularidades en las elecciones. Poco después de las elecciones, Human Rights Watch dijo: "En las últimas semanas, [el gobierno] ha sofocado y hostigado a la asediada oposición política del país ... [e] impuso serias limitaciones a los observadores internacionales".

## Resultados
Según los resultados oficiales, publicados el 3 de diciembre, Obiang recibió el 95.36% de los votos, Micó Abogo recibió el 3.55%, Montero recibió el 0.34%, Monsuy Asumu recibió el 0.17% y Mba Bacale el 0.16%. En un discurso pronunciado en Malabo el 3 de diciembre ante miles de seguidores, Obiang declaró que la gente había elegido el "progreso y la paz" al volver a elegirlo. Prometió "centrarse en la salud y la educación", así como en una mayor capacitación para las mujeres y los jóvenes, al tiempo que destacó la importancia de gastar la riqueza petrolera del país de manera responsable.
Obiang prestó juramento para su nuevo mandato de siete años en una ceremonia en el Palacio de Congresos en Bata el 8 de diciembre de 2009; varios otros jefes de Estado africanos asistieron. En la ocasión, Obiang habló de un "futuro brillante y prometedor". También dijo que promovería la cooperación entre los partidos para que hubiese un consenso político por el bien de la nación.
|  | Candidato                 | Partido                                   | Votos   | Porcentaje |
|  | ------------------------- | ----------------------------------------- | ------- | ---------- |
|  | Teodoro Obiang Nguema     | Partido Democrático de Guinea Ecuatorial  | 260.462 | 95,36      |
|  | Plácido Micó              | Convergencia para la Democracia Social    | 9.700   | 3,55       |
|  | Archivaldo Montero Biribé | Unión Popular                             | 931     | 0,34       |
|  | Buenaventura Monsuy Asumu | Coalición Social Demócrata                | 462     | 0,17       |
|  | Carmelo Mba Bacale        | Acción Popular                            | 437     | 0,16       |
|  |                           | Votos nulos y blancos                     | 1163    | —          |
|  |                           | Total de votos (participación del 93.35%) | 273.127 | 100        |

Fuente: Ministerio de Información, Cultura y Turismo Archivado el 8 de mayo de 2016 en Wayback Machine.